# Mordechai Gur
Mordechai  (născut Mordechai Gorban; în ebraică מרדכי "מוטה" גור‎; n. 6 mai 1930, Ierusalim, Palestina sub mandat britanic – d. 16 iulie 1995, Tel Aviv, Israel) a fost un general și om politic social-democrat israelian. A îndeplinit funcția de șef al Marelui Stat Major al Armatei Israeliene în perioada 1974-1978.
A devenit faimos în calitatea de comandant al brigăzii 55 care în iunie 1967, în Războiul de Șase Zile, a cucerit Orașul Vechi al Ierusalimului, redând evreilor accesul liber la principalul lor sanctuar religios și național - Zidul de apus. 
În perioadele decembrie 1969 - iunie 1972 și ianuarie - aprilie 1974, generalul Mordechai Gur a fost comandant al Armatei de Nord a Israelului.
Intrat în politică în cadrul Partidului Muncii a îndeplinit funcția de deputat în Knesset și de ministru.
Mordehai Gur s-a născut la Ierusalim, la 6 mai 1930, în familia lui Moshe Gorban, evreu originar din Ucraina, unul din fondatorii cooperativei de autobuze „Egged”, apoi lucrător civil în serviciul armatei britanice din Palestina, și a soției sale Tova, care imigrase în Palestina din Siberia în anul 1913.
Când a împlinit 12 ani, în 1942, familia s-a mutat la Rehovot.
Încă de la vârsta de 13 ani el s-a înrolat în rândurile mișcării subterane de apărare a evreilor, Haganah. În cadrul acesteia a ajuns comandant al organizației premilitare de tineret Gadná.